# Silpha americana
Silpha americana är en skalbaggsart som först beskrevs av N. O. D. C.  Silpha americana ingår i släktet Silpha och familjen asbaggar. Inga underarter finns listade i Catalogue of Life.

## Bildgalleri

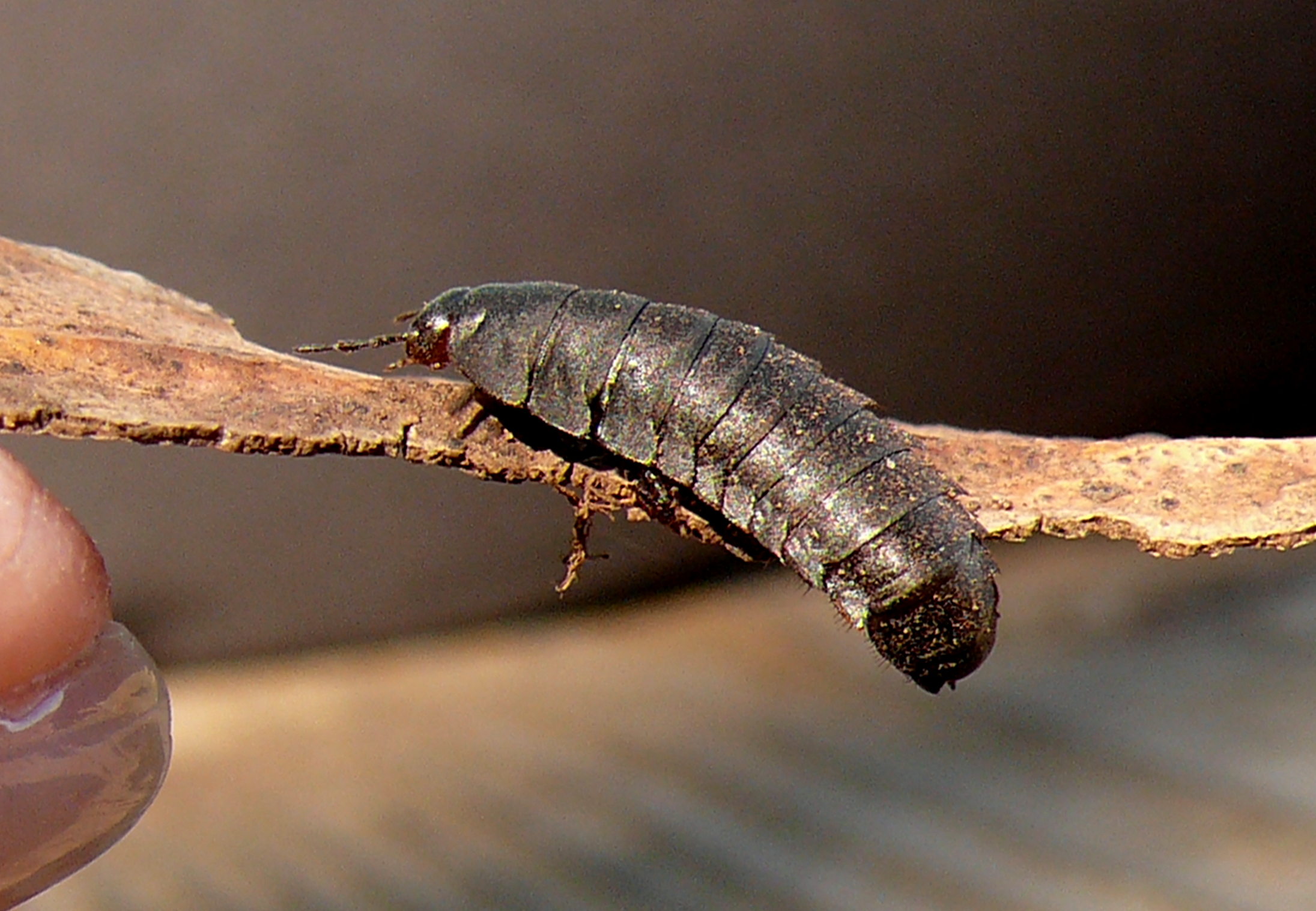
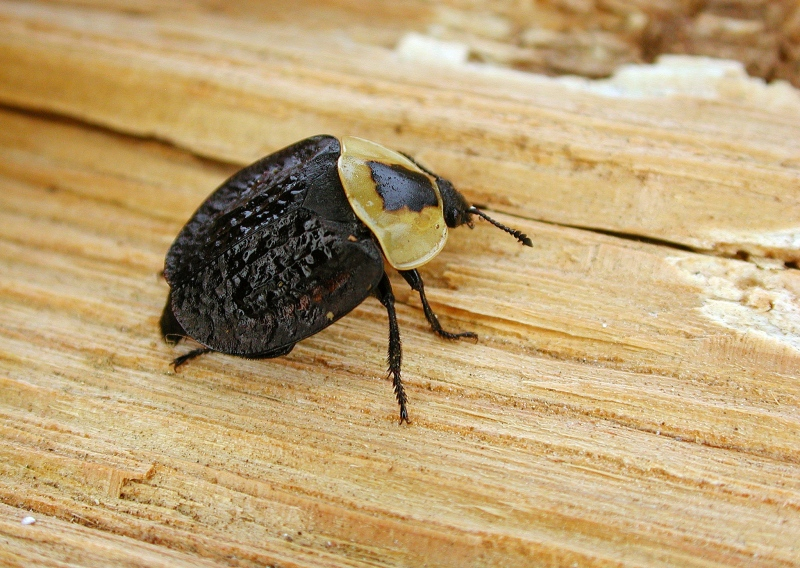